# 岡田芳郎
岡田 芳郎（おかだ よしろう、1934年 - 2024年2月）は、日本の広告ジャーナリスト。

## 来歴
東京都出身。早稲田大学政治経済学部卒業後、1956年に電通に入社。1970年の大阪万博では「笑いのパビリオン」を企画した。
コーポレート・アイデンティティ室長、電通総研常任監査役を務めた後の1998年、退職。

## 著書
- 『ファンタスティック・コーポレーション―21世紀に向けて繁栄する企業』日本マンパワー出版、1992年。ISBN 4-8220-0043-5。
- 『社会と語る企業』 電通、1996年。ISBN 4-88553-088-1。
- 『観劇のバイブル』 太陽企画出版、1997年。ISBN 4-88466-278-4。
- 『世界の一の映画館と日本一のフランス料理店を山形県酒田につくった男はなぜ忘れ去られたのか』講談社〈講談社文庫〉2008年。ISBN 978-4-06-276713-2。

など。